# 帕洛玛雷斯联盟
帕洛玛雷斯联盟是一个南加利福尼亞州高中的体育运动项目联盟，是加州校际联盟南区的成员，为聖貝納迪諾縣下属的东圣盖博谷、奇诺岗提供服务。
2014至2015学年会是该联盟的“就职典礼季”，联盟里的一些学校是之前塞拉联盟的成员。
在2013年的重组过程中，新的帕洛马雷斯联盟进行了两次重组。3月21日进行的第一次投票在达米安高中和圣露西修道院高中提起的仲裁案件后被取消，原因是这两所私立天主教学校都反对加入教区联盟。但随即5月份又进行了新的投票。该联盟是中央分区的一部分，其中还包括芒廷鲍尔迪山联盟和哈希岩达联盟。

## 成员
2018季度橄榄球成员。
阿尔塔洛马高中（库卡蒙格牧场，加利福尼亚州）
阿亚拉高中（奇诺岗，加利福尼亚州）
波尼塔高中（拉文，加利福尼亚州）
克莱尔蒙特高中（克莱蒙特，加利福尼亚州）
克罗尼高中（安大略，加利福尼亚州）
格伦多拉高中（格伦多拉，加利福尼亚州）